# 吳丙湘
吳丙湘，江蘇儀徵縣人，清朝政治人物，同進士出身。

## 生平
光緒十四年，鄉試中舉；光緒十六年（1890年），登庚寅恩科進士，同年五月，授河南道員。光緒十六年，分發河南補用道。